# Simon von Hungerspach
Sigismund Simon von Egkh und Hungerspach, auch von Egg und Hungersbach († nach 1511) war kaiserlicher Rat und Generalschatzmeister für das Heilige Römische Reich und alle österreichischen Erbländer unter Maximilian I.

## Leben
Sigismund Simon von Egkh und Hungerspach entstammte der niederösterreichischen Adelsfamilie der von Egkh und Hungerspach und war Doktor der Rechte.
Am 11. August 1491 wurde er vom deutschen König Maximilian I. zum Generalschatzmeister für das Heilige Römische Reich und alle österreichischen Erbländer ernannt. Als Vorbild diente die burgundische Verwaltungsorganisation. Neben den Reichshilfsgeldern für die Kriegskosten gegen die Osmanen sollte er jene Steuern und Aufschläge einheben, die Maximilian I. von seinem Vater in Österreich, Steiermark, Kärnten und Krain zugeteilt worden waren. Allerdings wurde Hungerspach vom Kaiser Friedrich III. im Oktober 1492 abgesetzt, aber nach dem Tod Friedrichs 1493 wieder eingesetzt.  Seine Bedeutung als Schatzmeister-General verlor er ab 1497/98, dann richtete Maximilian I. als oberste Finanzbehörde die Hofkammer ein. Sie wurde dem Hofrat unterstellt, der für die Angelegenheiten der Erbländer und des Reichs zuständig war und nun die große Finanzpolitik machte. 
Er war in der Folge als Rat des niederösterreichischen Regiments (=Landesregierung) tätig, regelte aber im Auftrag des Kaisers auch den Übergang der Grafschaft Görz an die Habsburger. Simon von Hungerspach ist noch im Jahre 1511 in Wien verzeichnet. Um 1511 ist er als Hauptmann zu Triest und Duino nachgewiesen. 
Mit Elisabeth von Khüenring hatte er mindestens einen Sohn und drei Töchter. Sein Sterbedatum ist unbekannt. 